# Дубасов, Николай Александрович
Николай Александрович Дубасов (28 сентября 1869 — 4 апреля 1935) — российский и советский пианист и музыкальный педагог.
Окончил Санкт-Петербургскую консерваторию. В 1890 г. стал обладателем первой премии Первого Рубинштейновского конкурса — мнения специалистов по поводу этой победы (прежде всего, над также участвовавшим в конкурсе Ферруччо Бузони) расходятся: Григорий Коган в своём обзоре истории конкурса характеризует её как незаслуженную, тогда как участвовавший в организации конкурса Самуил Майкапар вспоминал о том, что Бузони «в отношении теплоты и поэтичности исполнения в лице Дубасова имел тогда более сильного конкурента».
В дальнейшем из-за болезни практически отказался от концертной деятельности. С 1894 г. и до конца жизни (с перерывом в 1917—1923 гг.) преподавал в Санкт-Петербургской (затем Петроградской и Ленинградской) консерватории, с 1902 г. профессор. Среди учеников Дубасова — пианисты Анатолий Дроздов и Владимир Зеленский, дирижёр Илья Мусин, композитор Оскар Строк. Заслуженный деятель искусств РСФСР (1923).